# Takahata
Pour les articles homonymes, voir Takahata (homonymie).
Takahata (高畠町, Takahata-machi) est un bourg du district de Higashiokitama (préfecture de Yamagata), dans le Nord de l'île de Honshū, au Japon.

## Géographie

### Démographie
En 2011, la population de Takahata s'élevait à 24 811 habitants répartis sur une superficie de 180,04 km2 (densité de population de 138 hab./km2).

## Transports
Le bourg de Takahata est desservi par la ligne Shinkansen Yamagata, à la gare de Takahata.

## Économie
- Domaine viticole de Takahata

## Honneur
L'astéroïde (48807) Takahata porte son nom.